# Новик Максим Вікторович
Максим Вікторович Новик (рос. Максим Викторович Новик; нар. 3 квітня 1970) — російський шахіст, гросмейстер від 2003 року.

## Біографія
Народився 1970 року в Ленінграді. Учасник останнього, п'ятдесят восьмого чемпіонату СРСР 1991 року, що проходив у Москві. Переможець турнірів у Дортмунді (1993), Берліні (1994), Оберварті (1994), Ювяскюля (Фінляндія) (2001). Володар Кубка Санкт-Петербурга зі швидких шахів у 2007 році. У 1994 році посів 2-ге місце на чемпіонаті світу серед студентів.
Учасник великих міжнародних турнірів в Москві (Меморіал Алехіна 1992 року), Ювяскуля 2002 року, Гран-Прі ФІДЕ в Дубаї (ОАЕ) 2002 року, в Новій Ладозі в 2003 році, Кубок Несіса 2007 року в Кирішах. Тренер з шахів у школі Олександра Халіфмана. Максим одружений, має сина Віктора. Власник фірми з торгівлі чаєм.